# Piper scabriusculum
Piper scabriusculum är en pepparväxtart som beskrevs av Albert Gottfried Dietrich. Piper scabriusculum ingår i släktet Piper och familjen pepparväxter. Inga underarter finns listade i Catalogue of Life.